# Arja vas
Arja vas je naselje v Občini Žalec.
Obcestno naselje sredi spodnje Savinjske doline leži ob odcepu od glavne ceste Ljubljana – Celje proti Velenju, vzhodno od Žalca. Strnjeni del naselja je med glavno cesto in rečico Ložnico na severu. Reka občasno še poplavlja.
Zaselka Gmajna in Govče sta na severnem obrobju vaškega zemljišča.

## Etimologija
Nemško ime vasi je bilo vsaj v 19. stoletju Arndorf Med še starejšimi imeni so: Berstorf, Wernstorf in Wernstorff. V pisnih virih iz leta 1368 je navedeno ime Bernstorf (in Wernstorf leta 1428, Bernsdorff leta 1441 in Wernsdorff leta 1454).
V krajevnem govoru je bila vas v 19. stoletju imenovana Vrja ves. Na podlagi krajevnega imena in srednjeveških prečrkovanj ime temelji na pridevniški obliki osebnega imena *Var ali *Varo, in tako izvirno pomeni 'Var(o)va vas'. Začetni slovenski V- in nemški W- sta se izgubila, kar je po ponovni analizi kot slovenski predlog v.

## Gospodarstvo
V severnem delu naselja so pod Ruškim gozdom obrati Mlekarne Celeia, zgrajeni leta 1981. Zaradi arondacij v šestdesetih letih 20. stoletja se je zmanjšala gospodarska trdnost številnih kmetij. Od kmetijske proizvodnje prevladujeta hmeljarstvo in govedoreja.

## Prebivalstvo
Večina nekmečkega prebivalstva dela doma v obrti ali v Celju, Petrovčah, Žalcu in Velenju.

## Znamenitosti in okolica
V naselju sta znani graščina in kapelica odprtega tipa z dvokapnico iz prve četrtine 20. stoletja, obnovljena leta 2008. Kapelica spada v register kulturne dediščine Slovenije.
Na Govčah so severno od avtoceste A1 razvaline protestantske cerkve oziroma molilnice iz let 1582–1586.

## Znane osebnosti, rojene v Arji vasi
- Ivan Grobelnik – Ivo (1920–2022), slovenski partizan, gospodarstvenik
- Ivan Naraks (1869–1924), izdelovalec orgel